# Emmanuel-David Bourgeois
Emmanuel-David Bourgeois (* 1. Januar 1803 in Yverdon-les-Bains; † 3. Dezember 1865 in Grandson, heimatberechtigt in Corcelettes, Grandson, Yverdon-les-Bains und Bonvillars) war ein Schweizer Politiker.

## Biografie
Nachdem er beim Dekan Samuel Gottlieb Zehender in Gottstatt Unterricht hatte, studierte Bourgeois im Jahre 1820 Philosophie an der Akademie Genf und wurde Gutsherr in Corcelettes.
Zuerst von 1836 bis 1847 als Regierungsstatthalter im Bezirk Grandson tätig, sass er von 1849 bis 1851 im Grossen Rat des Kantons Waadt, sowie im Ständerat. Von 1851 bis 1854 nahm er Einsitz im Nationalrat. Er war im Juli 1851 sowie von Februar 1853 bis Frühjahr 1855 eidgenössischer Kommissär im Kanton Tessin.
1847 befehligte er im Sonderbundskrieg die Waadtländer Truppen und im Neuenburgerhandel von 1856 eine Division.